# Прокош, Эдвард
Эдвард Прокош (англ. Eduard Prokosch) — компаративист, индоевропеист и германист. Отец Фредерика Прокоша.
Прокош родился в городе Хеб, изучал право в Вене, сдал экзамен на право заниматься адвокатской практикой незадолго до эмиграции в США в 1898 году.
Прокош преподавал немецкий и германистику в ряде американских учебных заведений, включая Чикагский университет, Техасский университет в Остине, Висконсинский университет в Мадисоне, Брин-Мор-колледж и Нью-Йоркский университет.
Прокош завершил карьеру в качестве преподавателя германских языков в Йельском университете. В это время он написал наиболее важную свою работу, «Сравнительную грамматику германских языков» (англ. A Comparative Germanic Grammar). Погиб в автокатастрофе незадолго до публикации этой грамматики.

## Основные труды
- Beiträge zur Lehre vom Demonstrativpronomen in den altgermanischen Dialekten. Leipzig, Univ., Diss., 1905.
- Carl Darling Buck; Eduard Prokosch: Elementarbuch der oskisch-umbrischen Dialekte. Heidelberg: C. Winter, 1905.
- Die Stabilität des germanischen Konsonantensystems. Straßburg 1914.
- The Sounds and History of the German Language. New York: Holt, 1916.
- An outline of German historical grammar. New York 1933.
- A Comparative Germanic Grammar. Philadelphia 1939.